# Antoni Balcar
Antoni Balcar (ur. 16 stycznia 1886 w Bogucicach, zm. 2 listopada 1961 w Mikołowie) – polski działacz gospodarczy, narodowy i społeczny, powstaniec śląski, poseł do Sejmu Śląskiego II kadencji, więzień niemieckich nazistowskich obozów koncentracyjnych.

## Życiorys
Urodził się 16 stycznia 1886 roku w Bogucicach (późniejsza część Katowic). Po ukończeniu tamtejszej szkoły powszechnej uczęszczał do szkoły realnej w Katowicach (późniejsze I Liceum Ogólnokształcące im. Mikołaja Kopernika w Katowicach), a następnie do dwuletniej szkoły handlowej.
W 1903 roku rozpoczął działalność jako wolontariusz w przedsiębiorstwie K. Maya, a w latach 1904–1906 był zatrudniony jako handlowiec w Fabryce Śrub i Nitów w Siemianowicach. W latach 1908–1910 odbywał służbę wojskową w 62 Pułku Piechoty stacjonującym w Raciborzu. W 1910 roku, ze względu na trudności ze znalezieniem zatrudnienia na Górnym Śląsku, wynikające głównie z pielęgnowania polskich tradycji w rodzinnym domu, podjął pracę jako korespondent handlowy w Sosnowieckiej Fabryce Rur i Żelaza w Sosnowcu. W 1912 roku objął stanowisko kierownika warszawskiego przedstawicielstwa tej fabryki, gdzie pracował do 1914 roku.
Przed 1912 rokiem był aktywnym członkiem polskiego towarzystwa śpiewaczego „Lutnia” i Towarzystwa Dobroczynności.
Po wybuchu I wojny światowej w 1914 roku został internowany jako niemiecki jeniec cywilny i zesłany do Tomska na Syberii, gdzie przebywał do końca 1918 roku. Nawiązał tam kontakt z zesłanymi Polakami i zorganizował Związek Polaków Zakordonowych. Po powrocie do kraju zamieszkał wraz z rodziną w Bogucicach i w latach 1919–1921 prowadził w Katowicach Biuro Techniczno-Handlowe, otrzymując przedstawicielstwo huty „Pokój”.
Był członkiem Polskiej Organizacji Wojskowej Górnego Śląska. Uczestniczył w II i III powstaniu śląskim, działając jako funkcjonariusz Oddziału II przy dowództwie Polskiej Organizacji Wojskowej oraz przy Naczelnej Komendzie Wojsk Powstańczych Górnego Śląska. Podczas III powstania śląskiego sprawował również funkcję męża zaufania przy Naczelnej Komendzie w Szopienicach.
W okresie międzywojennym był związany z przemysłem hutniczym, gdzie nieprzerwanie zajmował stanowiska dyrektorskie. W latach 1921–1923 kierował Polskim Towarzystwem Handlu Żelazem, następnie w latach 1923–1925 pełnił funkcję dyrektora huty „Bismarck” (od 1933 roku huta „Batory”). W latach 1925–1929 zasiadał w zarządzie Syndykatu Polskich Hut Żelaznych, a w latach 1930–1933 zarządzał Mikołowskimi Zakładami Metalurgicznymi i Spółką Akcyjną w Mikołowie. W ostatnich latach przed wojną, od 1933 do 1939 roku, był dyrektorem Odlewni Żelaza i Metali w Mikołowie.
W dwudziestoleciu międzywojennym angażował się również w działalność polityczną. W latach 1919–1923 należał do Narodowej Partii Robotniczej, a od 1924 do 1939 roku był związany z Chrześcijańską Demokracją. W 1919 roku w Bogucicach został wybrany do miejscowej rady gminnej, gdzie reprezentował Koło Radnych Polaków. Był także jednym ze współzałożycieli i wiceprezesem Polskiego Klubu Obywatelskiego w Bogucicach. W 1930 roku został posłem do Sejmu Śląskiego II kadencji z list Chrześcijańskiej Demokracji w okręgu Świętochłowice-Tarnowskie Góry.
W latach 1923–1930 działał w licznych organizacjach, m.in. w Państwowej Rady Gospodarczej, Państwowej Rady Propagandy przy Ministerstwie Spraw Zagranicznych, Instytucie Eksportu przy Ministerstwie Przemysłu i Handlu, Państwowej Radzie Kolejowej czy Związku Wyższego Urzędu Ubezpieczeń w Chorzowie. Na terenie Hajduk Wielkich (późniejszy Chorzów-Batory) sprawował funkcję zastępcy naczelnika Urzędu Okręgowego oraz honorowo prezesa placówki Związku Hallerczyków. Był także prezesem koła Mikołów Związku Polskich Samodzielnych Rzemieślników i Przemysłowców na Śląsku.
W 1929 roku wszedł do Komitetu Budowy Katedry Śląskiej, zostając przewodniczącym Sekcji Propagandowo-Finansowej. W tym czasie mieszkał w Świętochłowicach przy ulicy Bytomskiej 10. 
Po wybuchu II wojny światowej, we wrześniu 1939 roku Odlewnia Żelaza i Metali w Mikołowie, którą kierował, została przejęta przez niemieckiego zarządcę komisarycznego. Został wówczas zwolniony z pracy i zmuszony do opuszczenia mieszkania w Mikołowie wraz z rodziną. Na początku 1940 roku został aresztowany przez Niemców m.in. za uczestnictwo w powstaniach śląskich, a następnie deportowany do KL Dachau, skąd trafił do KL Mauthausen-Gusen. Otrzymał tam numer obozowy 3502. W KL Gusen zaangażował się w działalność obozowego ruchu oporu, wchodząc w maju 1940 roku skład jego kierownictwa.
Po zakończeniu II wojny światowej powrócił do kraju i w latach 1945–1948 pełnił funkcję kierownika Odlewni Żelaza i Metali w Mikołowie. Następnie, w latach 1949–1950 był zatrudniony w Tyskich Zakładach Drzewnych Przemysłu Terenowego w Tychach, a następnie pracował w Chemicznej Spółdzielni Pracy w Mikołowie jako zastępca przewodniczącego zarządu. W kwietniu 1952 roku przeszedł na emeryturę.
W czasach Polski Ludowej aktywnie działał w środowiskach kombatanckich – najpierw jako członek Związku Byłych Więźniów Politycznych, a następnie Związku Bojowników o Wolność i Demokrację. Od 1946 roku był zaangażowany w działalność Stronnictwa Demokratycznego – był jednym z jego założycieli w Mikołowie oraz członkiem tamtejszego Komitetu Miejskiego. 3 maja 1952 roku rozpoczął współpracę z Komitetem Powiatowym Stronnictwa Demokratycznego w Pszczynie, gdzie stanął na czele komitetu ekonomicznego.
Zmarł 2 listopada 1961 roku w Mikołowie. Pochowany został na tamtejszym cmentarzu parafialnym parafii św. Wojciecha.

## Życie prywatne
Pochodził z rodziny górnika Pawła i Pauliny z domu Wiaterek.
W 1911 roku ożenił się z Małgorzatą Kloską z Siemianowic. Miał syna Eugeniusza (1912–1988).

## Ordery i odznaczenia
- Miecze Hallerowskie[3]
- Śląska Wstęga Waleczności i Zasługi[3]